# Efua Dorkenoo

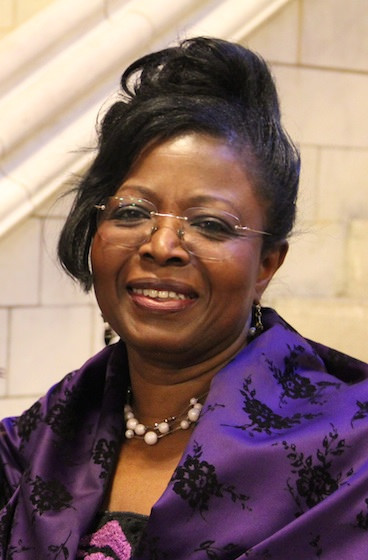
Efua Dorkenoo, tháng 1 năm 2014

Efua Dorkenoo, OBE (6 tháng 9 năm 1949 – 18 tháng 10 năm 2014), được gọi một cách trìu mến là "Mama Efua", là một nhà vận động người Anh gốc Ghana chống lại sự cắt xén bộ phận sinh dục nữ (FGM), người tiên phong trong phong trào toàn cầu  và làm việc quốc tế trong hơn 30 năm để thấy chiến dịch "chuyển từ một vấn đề thiếu sự công nhận sang một vấn đề quan trọng đối với các chính phủ trên toàn thế giới." 

## Tuổi thơ
Dorkenoo sinh ra ở Cape Coast, Ghana, nơi cô học tại trường trung học nữ Wesley. Cô chuyển đến London khi 19 tuổi để học ngành điều dưỡng, và cuối cùng lấy bằng thạc sĩ tại Trường Y học Nhiệt đới & amp; Vệ sinh Luân Đôn và học bổng nghiên cứu tại City University London. Dorkenoo là một y tá nhân viên tại nhiều bệnh viện khác nhau, bao gồm cả Royal Free, và chính khi được đào tạo thành một nữ hộ sinh, cô đã nhận thức được tác động của FGM đối với cuộc sống của phụ nữ.

## Công tác vận động
Dorkenoo gia nhập Nhóm Quyền lợi Dân tộc thiểu số và đi đến nhiều vùng khác nhau ở Châu Phi để thu thập thông tin cho một trong những báo cáo sớm nhất được công bố trên FGM năm 1980. Năm 1983, cô thành lập Quỹ Sức khỏe, Nghiên cứu và Phát triển Phụ nữ (FORWARD), một tổ chức phi chính phủ của Anh hỗ trợ những phụ nữ đã trải qua FGM và cố gắng loại bỏ việc thực hành. Cô bắt đầu làm việc với Tổ chức Y tế Thế giới (WHO) năm 1995 và là giám đốc diễn xuất cho sức khỏe phụ nữ ở đó cho đến năm 2001. Cô là Giám đốc Vận động và sau đó, Cố vấn cao cấp FGM cho Bình đẳng Hiện nay (một tổ chức nhân quyền quốc tế). Dorkenoo là bạn thân với Alice Walker, cố vấn và góp mặt trong bộ phim tài liệu Warrior Marks (1993) được thực hiện bởi Walker và Pratibha Parmar  và với Gloria Steinem, người đã viết bài giới thiệu về cuốn sách 1994 của Dorkenoo : Cắt bỏ bộ phận sinh dục nữ.

## Vinh danh và công nhận
Năm 1994, Dorkenoo được bổ nhiệm làm Sĩ quan của Huân chương Anh. Năm 2000, Dorkenoo và Gloria Steinem nhận được giải thưởng nhân quyền quốc tế của Equality Now. Năm 2012, Dorkenoo được cử làm nghiên cứu viên danh dự của Trường Khoa học Sức khỏe tại Đại học City London, và năm 2013, cô được vinh danh là một trong 100 Phụ nữ nổi bật của BBC.